# Volvo C303

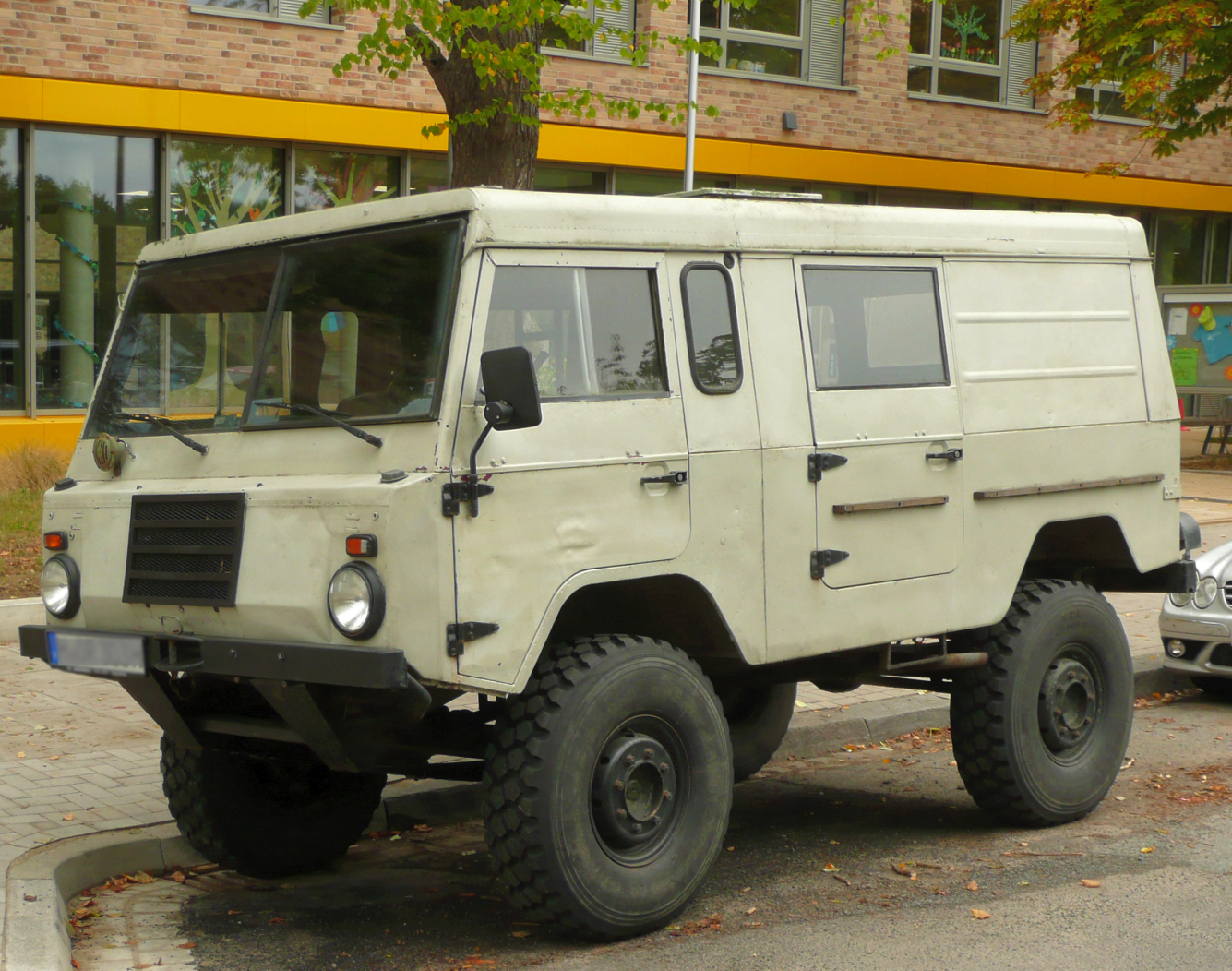
Volvo C303

Der Volvo C303 ist ein Geländefahrzeug des schwedischen Automobilherstellers Volvo, das zwischen 1974 und 1980 gebaut wurde. Er gilt als der „größere Bruder“ des Volvo C202, von dem er sich jedoch in technischer Hinsicht grundlegend unterscheidet.

## Beschreibung
Der Volvo C303 und der Volvo C202 haben ihre Kastenform gemein. Der 303 hat ebenso wie der 202 einen Leiterrahmen, auf dem die Karosserie direkt verschraubt ist. Allerdings sind hier Portalachsen (wahrscheinlich von Salisbury, heute Dana, mit eingegossenem Volvo-Schriftzug) eingebaut, die eine Bodenfreiheit von 38 cm garantieren. Angetrieben wird der Wagen von einem Vergaser-Reihensechszylinder-Benzinmotor vom Typ Volvo B30A ähnlich den ersten Exemplaren des Volvo 164. Das Schaltgetriebe (Typ S4-18/3 beim C303 und C304 bzw. S5/18-3 beim C306/TGB20) wurde vom deutschen Zulieferer ZF Friedrichshafen beigesteuert. Das Verteilergetriebe, das eine über alle Gänge vollsynchronisierte Untersetzung bereitstellt, ist eine Eigenkonstruktion von Volvo. Es gibt den Wagen, der eigentlich schon ein kleiner Lkw ist, als Zwei- und als Dreiachser. Die Bezeichnung wechselt je nach Gesamtgewicht von C303 auf C304 oder C306. Die militärischen Varianten werden als TGB (Terrängbil; Geländewagen) bezeichnet. Selbst ein Vierachser und eine Amphibienversion befanden sich in der Planung, kamen über das Prototypenstadium mit einem gebauten Fahrzeug aber nicht darüber hinaus.
Der Wagen ist mit einem zuschaltbaren starren Allradantrieb (kein Mitteldifferential) ausgestattet; standardmäßig wird nur die Hinterachse angetrieben.  Alle Achsen verfügen über pneumatisch zuschaltbare Differentialsperren.  Die mittige Anordnung des Motors ergibt einen günstige Gewichtsverteilung. Diese Eigenschaften verleihen diesem Fahrzeug eine hohe Geländegängigkeit. Heute fahren nur noch wenige dieser Geländewagen auf den Straßen der Welt.
Gebaut wurde der C303/6 von 1974 bis 1980 in einer geschätzten Stückzahl von ca. 8000. Ein C303 gewann 1983 die Rally Paris-Dakar in der Klasse für leichte Lkw. Das Rennfahrzeug wurde nur durch einen Überrollbügel und einen größeren Tank ergänzt, der Rest entsprach dem Serienzustand.

## Varianten
- 4x4 (C303)
  - TGB 11, Basisversion, geschlossener Kasten, verschiedene Ausstattungsvarianten
  - TGB 1111, Panzerjäger, offener Wagen mit Verdeck, ausgestattet mit der Pvpj 1110 90 mm Panzerabwehrkanone
  - TGB 1112 / 1113, geschlossener Kasten, Funkausstattung, sonst wie TGB 11
- 6x6 (C304)
  - TGB 13, Basisversion, geschlossener Kasten, verschiedene Ausstattungsvarianten
  - TGB 1312, Kofferaufbau, Funkausstattung
  - TGB 1313, Kofferaufbau, Führungsfahrzeug, sonst wie TGB 1312
  - TGB 1314, Kofferaufbau, Sanitätsfahrzeug, sonst wie TGB 1312
  - TGB 1321, geschlossener Kasten, Feuerleitzentrale
- 6x6 (C306)
  - TGB 21, Pritschen-/Planenaufbau, Truppentransporter für 19 Soldaten
  - TGB 22, Pritschen-/Planenaufbau, Truppentransporter für 11 Soldaten und Laderaum, z. B. für Granatwerfer

## Ähnliche Fahrzeuge
- Pinzgauer (Österreich)
- Unimog (Deutschland)
- Land Rover Forward Control (GB)
- UAZ-452 (UdSSR/Russland)